# 第3號鋼琴奏鳴曲 (貝多芬)
C大調第3號鋼琴奏鳴曲，作品2之3，是貝多芬的鋼琴奏鳴曲，於1795年創作。整套作品2的三首鋼琴奏鳴曲都是題獻予作曲家海頓，並且全部採用四樂章的規模寫成—有別於當時海頓或莫扎特的大部份奏鳴曲所採用三樂章的結構，反而偏向如交響曲或四重奏的結構。此曲在多處均需要表現精湛的技巧，如艱難的顫音及快速的手指轉換、左右手交替於不同的音域等，對於當時貝多芬所面向的樂譜購買者—一般的業餘愛好者而言，確實是有一定的難度。另外，本曲也是三首作品2中最長篇幅的一首，與一年後完成的第4號的長度相約，連重覆約需時26-30分鐘。

## 樂曲結構
本奏鳴曲共有四個樂章，分別是：
- 第一樂章：輝煌的快板（Allegro con brio）
- 第二樂章：慢板（Adagio）
- 第三樂章：諧謔曲，快板（Scherzo: Allegro）
- 第四樂章：非常地快（Allegro assai）

## 外部連結
- 波恩貝多芬之家有關《第1號》、《第2號》及《第3號鋼琴奏鳴曲》資料 （页面存档备份，存于）（德文）
- 希夫·安德拉斯談論貝多芬的《第3號鋼琴奏鳴曲》 （页面存档备份，存于）
- 貝多芬《第3號鋼琴奏鳴曲》：国际乐谱典藏计划上的乐谱
- 贝多芬《第3号钢琴奏鸣曲》创作历程的介绍及对音乐内容的评论（英文）
- 帕福利·江珀潘恩（Paavali Jumppanen）於伊莎貝拉嘉納藝術博物館內的演奏版本